# Козе Михаило
Козе Михаило (тур. Köse Mihal; 13. век — 1340) био је највернији пратилац Османа ал Газија у његовом успону на власти као емира и оснивача оснивача Отоманског царства. Он се сматра првим значајним одметнутим Византијским великашем који је прешао на ислам како би  служио Османлијама. 
Такође је познат под називом Гази Михаил или Абдулах Михаил Гази.

## Биографија
Према историјским изворима, Козе Михаило је био гувернер византијске провинције Кирменкие (Харманкаја, је данас Хрманкој у Турској), био је грчког порекла; право име било му је "Михаило Козес". Византијски дворац назван Харманкаја чији се остатци налазе се на падинама Битинијског Олимпа у данашњој турској провинцији Билеџик.Такође познатим и као замак Белома. Такође је успоставио контролу и над Лефком, Мечеком и Акхисаром.
Чак и пре свог преласка на ислам налазио се у пријатељским односима са " Пријатељем верних " Османом Газијем. Учествовао је у рату као савезник на страни Османа и његових људи помажући му у вођењу војске и у посредовању са локалним грчким становништвом, деловао је као њгов саветник и дипломатски агент.. Извори који се односе на његову промену вере веома су контрадикторни. Први, да је био под утицајем због свог пријатељстава са Османом Газијем, и други, зато што је сањао један сан што га је убедило да пређе на ислам.Процењује се да је на ислам прешао негде између 1304. и 1313. године.Као муслиман постао је познат по називу Козе Михаило (Абдулах).
До освајања Брусе 1326. Козе Михало је играо важну улогу као дипломатски саветник и изасланик Орхан I, сина и наследника Османа Газија.Козе Михаило био је први важнији хришћанин из Мале Азије који се одметнуо од хришћанства, и који је одиграо пресудну улогу у стварању Османске државе.Потомци Козе михаила, били су познати под називом Михаоглу, а нрочито током 15. и 16. века. Били су веома успешни као на политички и војни великодостојници и управитељи Отоманског царству у Румелији. Међутим, они никада нису успели да се попну на највише положаје у држави.
Након заузимања Бурсе, Козе Михаило се више не спомиње у изворима. Креутел бележи да је Козе Михаило умро негде око 1340. године.
Према неким изворима Козе михаило је сахрањен у Турбету (маузолеју) у Једрену (Хадријанопољ) једне џамије коју је сам подигао.Према овом предању Козе Михаило је живео до турског освајања Једрена (Хадријанопоља) завреме Мурата I 1361. године, што би онда значило да је живео у најдинамичнијем периоду турске историје. Међутим, Франц Бабингер направио је грешку. Помешао је Козе Михаила са Гази Михаил Бејом, иначе унуком самог Козе Михаила, чија је џамија са комплексом који је обухватао имарет (кухиња за сиротињу) , хамам били завршени у Једрену 1422. године. На суседном гробљу, налази се гроб оснивача турбета Гази Михаил Беја.